# Gisant

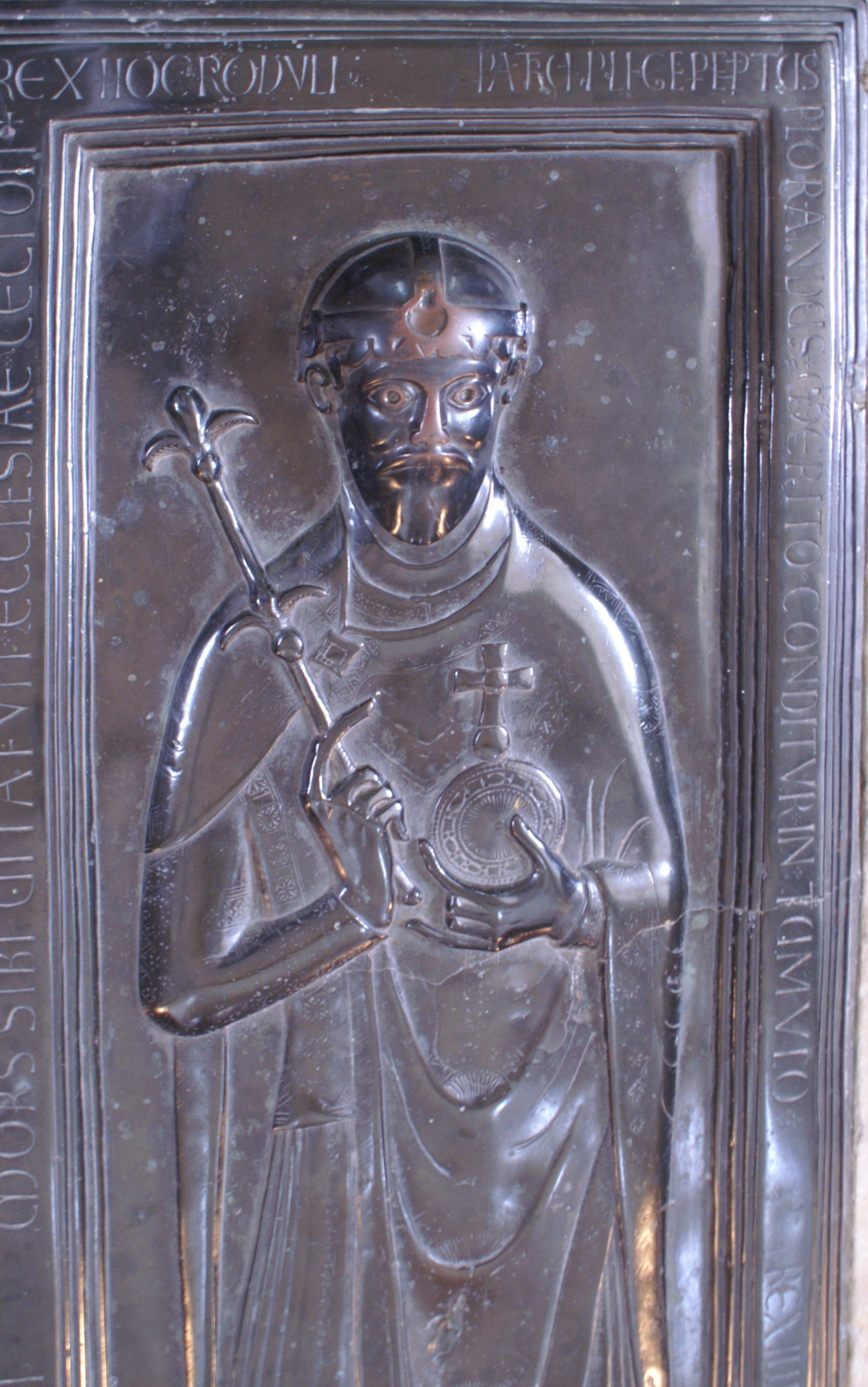
Die Grabplatte Rudolfs von Schwaben (nach 1080) im Merseburger Dom ist die älteste figürliche Bronzegrabplatte des Mittelalters.

Gisant [ʒiˈzɑ̃] (französisch „Liegender“, deutsch auch Liegefigur) ist der kunstgeschichtliche Fachterminus für die plastische Gestaltung eines liegenden Toten auf einem Sarkophag oder Kenotaph. Im indischen und ostasiatischen Kulturraum wurden bereits der im 4./5. Jahrhundert v. Chr. ins Nirwana eingegangene Buddha, aber auch der Hindu-Gott Vishnu-Narayana als Liegefiguren dargestellt.

## Geschichte

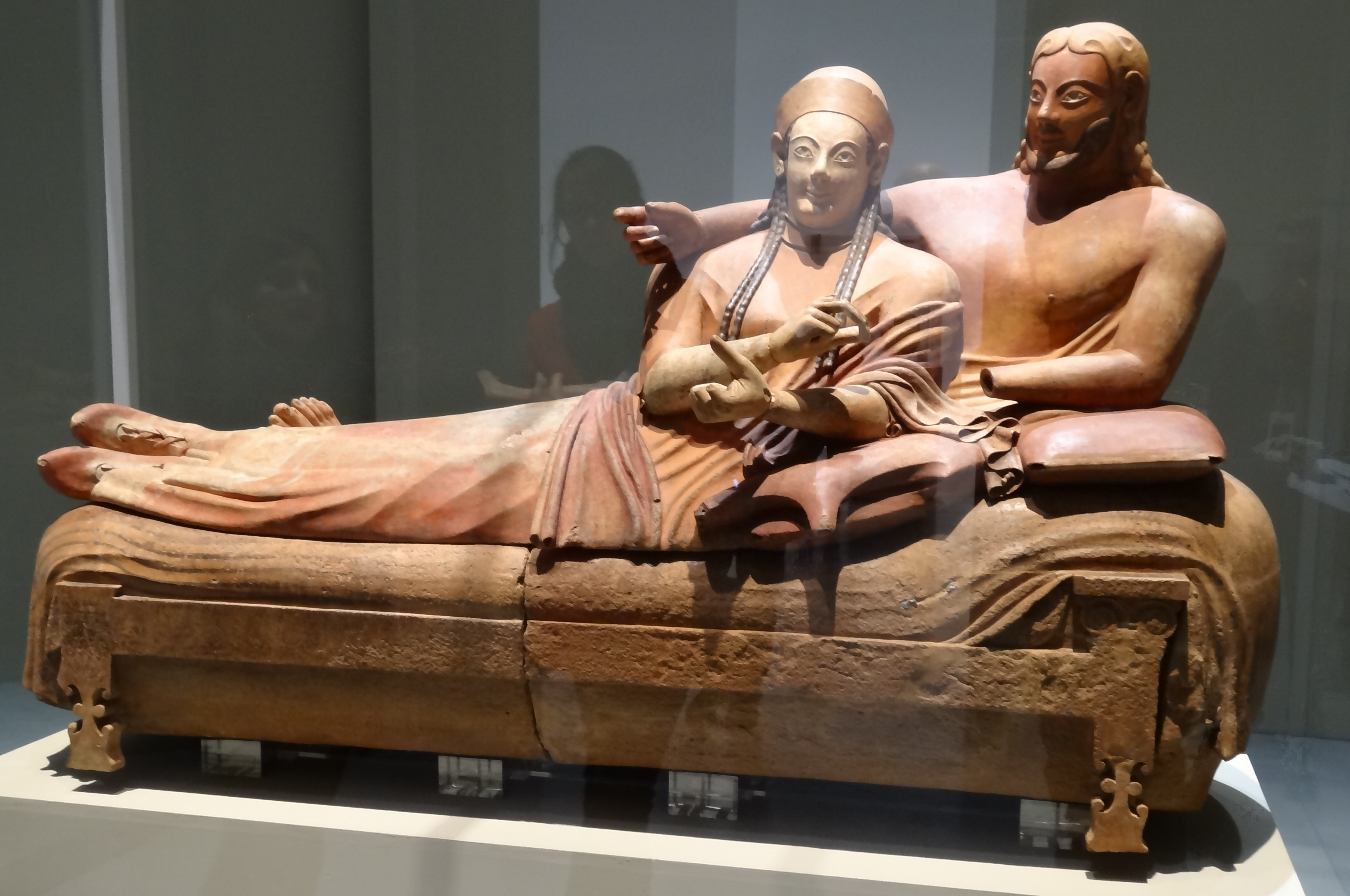
etruskischer Sarkophag aus Cerveteri (um 510 v. Chr.)

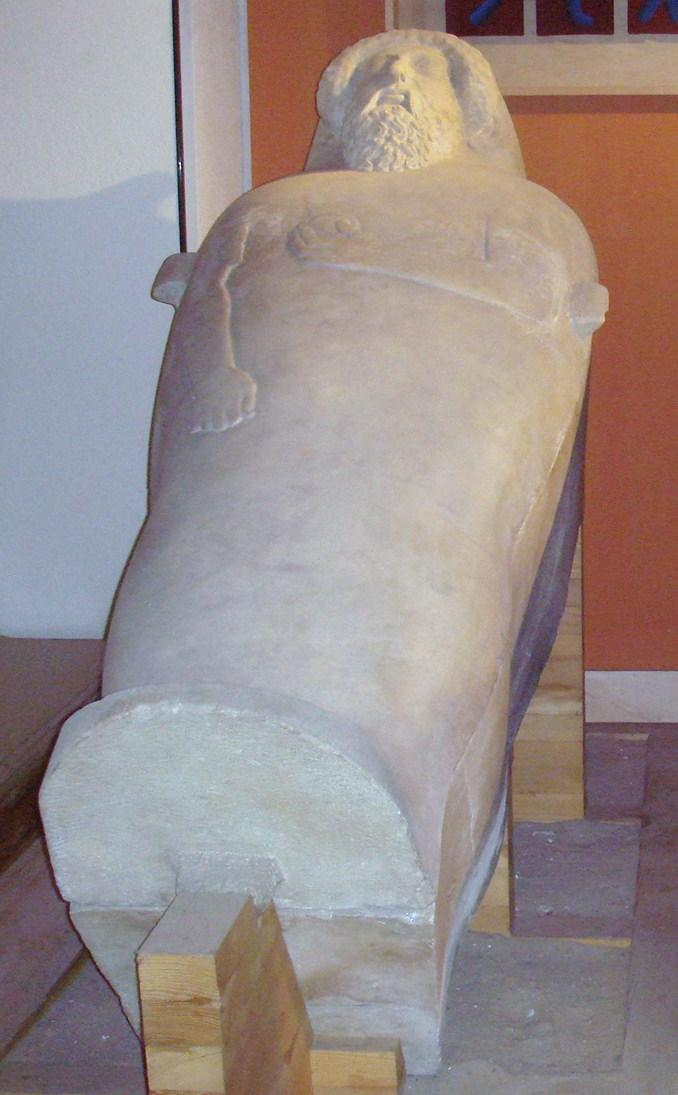
Phönizischer Sarkophag aus Cádiz (5. Jh. v. Chr.)

### Antike
Bereits auf etruskischen und römischen Grabmälern bzw. Wandmalereien werden Verstorbene liegend dargestellt, jedoch nicht als Tote, sondern in ähnlicher Weise wie bei einem Gastmahl (Symposion): Der Oberkörper ist auf einen angewinkelten Arm gestützt, der Kopf mit geöffneten Augen ist dem Betrachter zugewendet.
Die beiden anthropomorphen phönizischen Sarkophage aus Cádiz zeigen hingegen den Typus einer echten Liegefigur. Während der Kopf mit geschlossenen Augen vollplastisch gearbeitet ist, ruhen die als Flachrelief gearbeiteten Arme und Hände auf dem Körper.

### Mittelalter
Der Ursprung der mittelalterlichen Liegefiguren (gisants) ist in der Forschung umstritten: Einige sehen antike Einflüsse, andere sind der Ansicht, die ältesten mittelalterlichen Exemplare lägen geographisch und ikonographisch viel zu weit von den wenigen erhaltenen antiken Darstellungen entfernt.
Frühestes bekanntes Beispiel einer mittelalterlichen Liegefigur ist das Grabmal des Gegenkönigs Rudolfs von Schwaben im Merseburger Dom (nach 1080), wo der Tote – wie aufrecht stehend – in einem Hochrelief aus Bronze und mit den Reichsinsignien in seinen Händen auf der Grabplatte dargestellt ist. Diesem vergleichbar ist die etwas spätere und künstlerisch entwickeltere Grabplatte des vermeintlichen Sarkophages für den Sachsenherzog Widukind in der Stiftskirche Enger (nach 1100).
Aus den frühen Reliefbildnissen entwickelt sich dann im Lauf der Zeit eine immer vollplastischer werdende Darstellungsweise.

### Renaissance
Seit der Renaissance taucht der römisch-etruskische Typus wieder auf (vgl. Gisant des Philippe Chabot), bleibt jedoch gegenüber der mittelalterlichen Liegefigur auf Einzelfälle beschränkt.

## Entwicklung

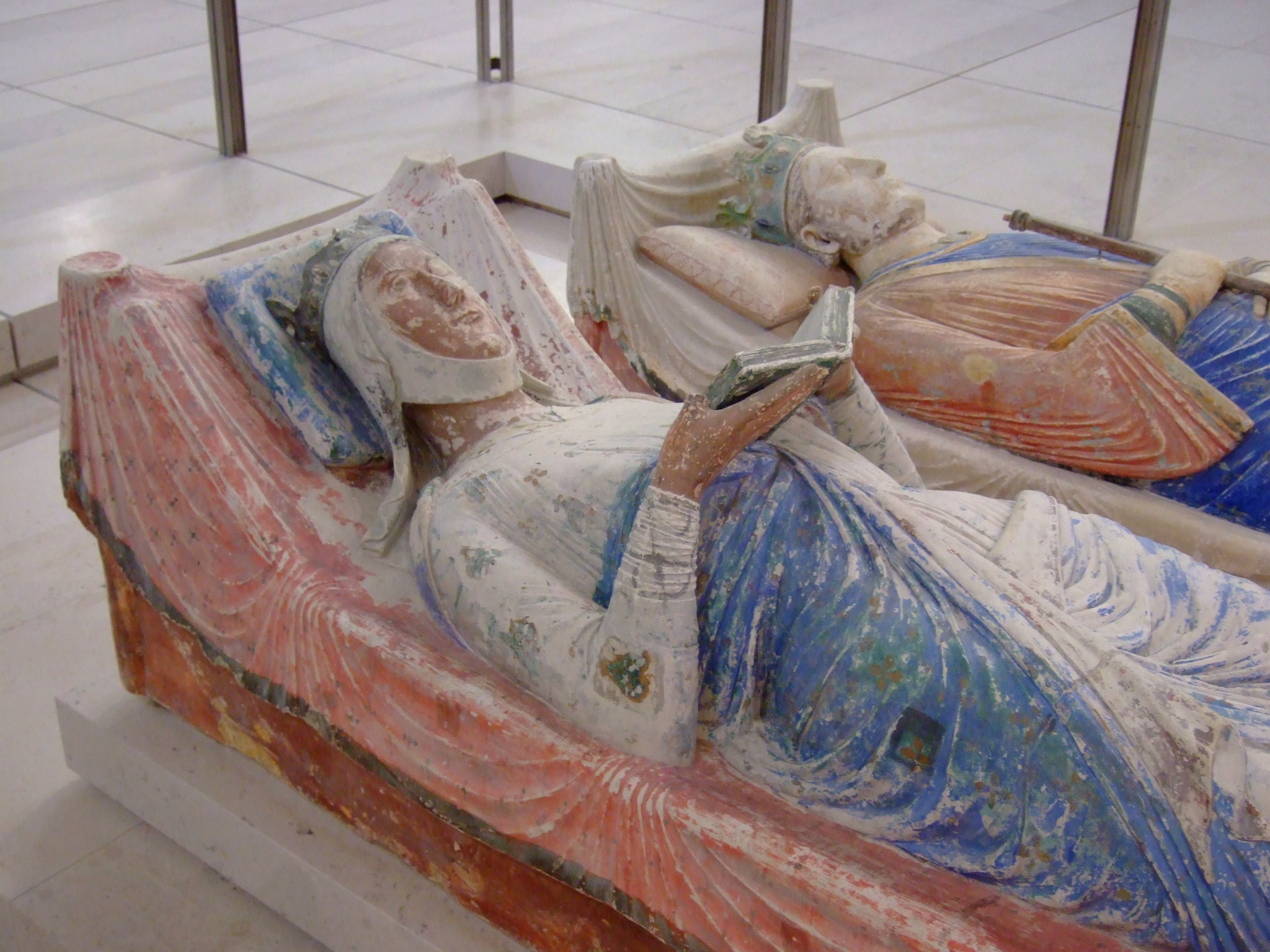
Gisants in liegender Haltung (Eleonore von Aquitanien und Heinrich II.) in der Abteikirche von Fontevraud

Die frühesten mittelalterlichen Gisants stellen die betreffende Figur noch so dar, als ob sie stehe (erkennbar u. a. am fehlenden Kopfkissen). Später wurden die geehrten Verstorbenen dann wie auf einem Bett liegend dargestellt, aber oft so, als ob sie noch lebten (erkennbar an den geöffneten Augen oder an Tätigkeiten). Alle Toten dieser Epoche werden nicht im tatsächlichen Lebensalter zum Zeitpunkt ihres Ablebens, sondern in der Blüte ihrer Jahre gezeigt.
Bei frühen Darstellungen ruhen die Füße des Toten manchmal auf einer Steinplatte, dann auf einer Konsole oder einem Kissen; später ist oft ein Hund zu Füßen der Liegefigur zu sehen – er symbolisiert die eheliche Treue des oder der Verstorbenen. Bei Männern findet sich anstelle des Hundes häufig ein Löwe als Symbol der Stärke bzw. der weltlichen Macht des Toten.
Ab dem 14. Jahrhundert ließen sich die männlichen Verstorbenen auf ihren Sarkophagen in einigen Fällen auch in einer sehr realistischen Weise als gerade Entschlafener (z. B. mit eingefallenen Augen), als Verwesende oder gar als Skelett darstellen. Der französische Fachbegriff für eine derartige Darstellungsweise lautet transi – ein Begriff, der im Deutschen nur selten gebraucht wird. Bei Frauen ist diese Darstellungsweise unüblich.

## Beispiele

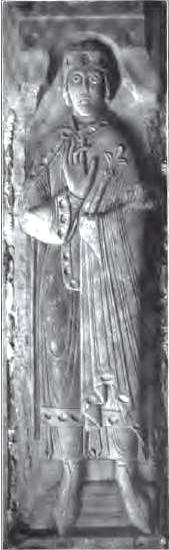
Grabplatte Widukinds (nach 1100) in der Stiftskirche Enger

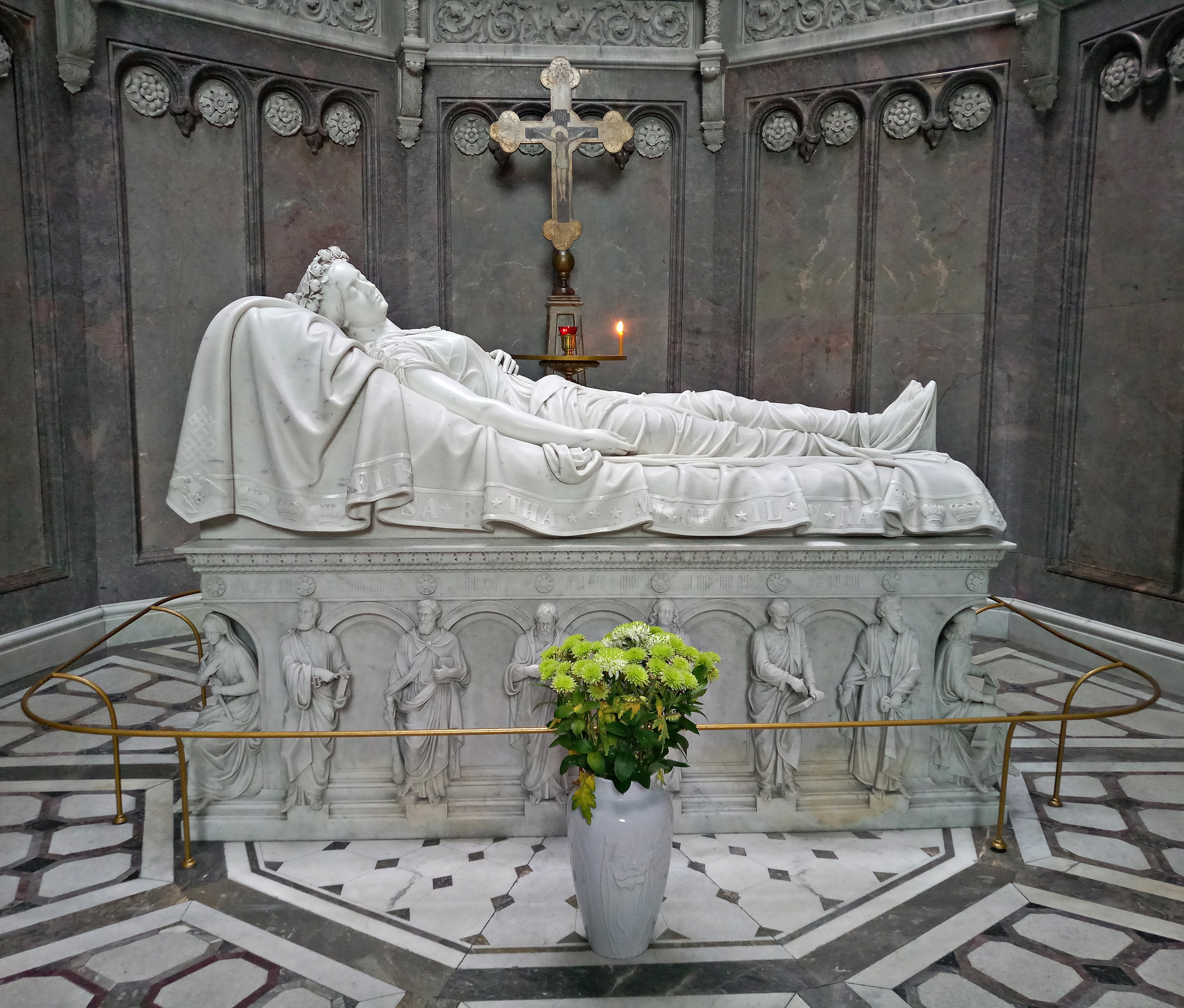
Grabmal der Prinzessin Elisabeth Michailowna Romanowa (1855) in der Russisch-Orthodoxe Kirche von Wiesbaden

### Deutschland
- 11. Jahrhundert
  - Grabplatte Rudolfs von Schwaben im Merseburger Dom (nach 1080)
- 12. Jahrhundert
  - Grabplatte des Sachsenherzogs Widukind (8. Jahrhundert) in der Stiftskirche Enger (nach 1100)
  - Grabplatte des Bischofs Gottschalk von Osnabrück auf der Iburg (erste Hälfte 12. Jh.)
  - Grabplatte der Plektrudis (7./8. Jahrhundert) in St. Maria im Kapitol, Köln (um 1160/70)
- 13. Jahrhundert
  - Grabmäler Heinrichs des Löwen (um 1130–1189) und seiner Frau Mathilde (um 1155–1189) im Braunschweiger Dom (um 1225/30)
  - Gisant des Bischofs Konrad von Hochstaden (um 1205–1261) im Kölner Dom
  - Kenotaph Wiprechts von Groitzsch, ursprünglich in der Klosterkirche St. Jakob, heute in der Kirche St. Laurentius in Pegau. Kopien der Grabplatte befinden sich im Germanischen Nationalmuseum in Nürnberg und im Staatlichen Museum für Archäologie Chemnitz.
  - Grabmal Dedos von Groitzsch und seiner Frau Mechthild in der Stiftskirche Wechselburg
- 14. Jahrhundert
  - Grabmal des Bischofs Heinrich II. von Lübeck im Lübecker Dom von Hans Apengeter (Mitte 14. Jh.)

Einige bedeutende Epitaphaltäre seien auch genannt:
- 15. Jahrhundert
  - Grabmal des Fürstbischofs Rudolf II. von Scherenberg (um 1401–1495) im Würzburger Dom (um 1496/99)
- 16. Jahrhundert
  - Grabmal des Fürstbischofs Lorenz von Bibra (1459–1519) im Würzburger Dom (um 1520)
- 19. Jahrhundert
  - Grabmal der Prinzessin Elisabeth Michailowna Romanowa, Großfürstin von Russland und Herzogin von Nassau (1826–1845) in der Russisch-Orthodoxe Kirche von Wiesbaden

### Frankreich
- 11. Jahrhundert
- 12. Jahrhundert

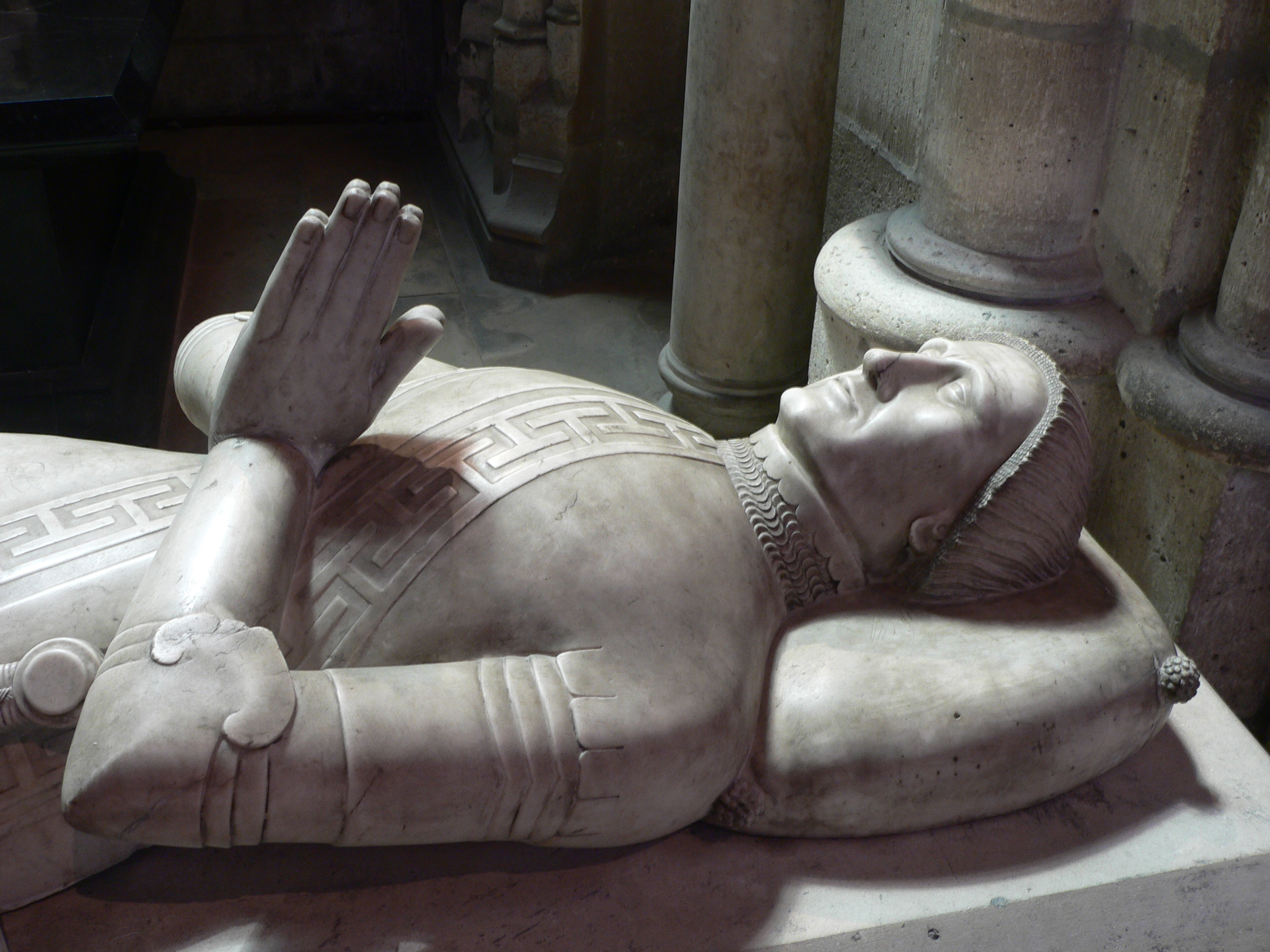
Gisant Ludwigs von Sancerre in der ehemaligen Abteikirche und heutigen Kathedrale von Saint-Denis (15. Jh.)

  - Gisant von König Philipp I. (1052–1108) in der Abtei Fleury in Saint-Benoît-sur-Loire
  - Gisant auf dem Grab Herzog Wilhelm VIII. von Aquitanien (1027–1086), Poitiers, Église Saint-Jean de Montierneuf
- 13. Jahrhundert
  - Gisants von Heinrich II. Plantagenêt (1133–1189), Eleonore von Aquitanien (1122–1204) und Richard Löwenherz (1157–1199) in der Abteikirche von Fontevraud
  - Holz-Gisant der Isabella von Angoulême (1188–1246) in der Abteikirche von Fontevraud
- 14. Jahrhundert
  - Kupfer-Gisant der Blanche de Champagne-Navarre (1226–1283), Herzogin der Bretagne, Abtei von Kanton Hennebont, heute im Louvre
  - Marmor-Gisants der Herzöge Johann II. (1239–1305) und Johann III. der Bretagne (1286–1341) in der Kirche von Ploërmel
  - Herzgrab für Karl I. von Anjou (1227–1285) in der Basilika Saint-Denis
  - Granit-Gisant von Johanna (?–1388), Erbin der Bretagne, in der Abteikirche von Saint-Gildas-en-Rhuys
- 15. Jahrhundert
  - Grabmale der burgundischen Herzöge Philipp II. (1342–1404) und Johann Ohnefurcht (1371–1419), Dijon, Museum im Palais des Ducs et des États de Bourgogne
  - Gisant Ludwigs von Sancerre (1341–1402) in der Kathedrale von Saint-Denis
  - Gisant der Agnès Sorel (1422–1450) in Stiftskirche Saint-Ours von Loches

- 16. Jahrhundert

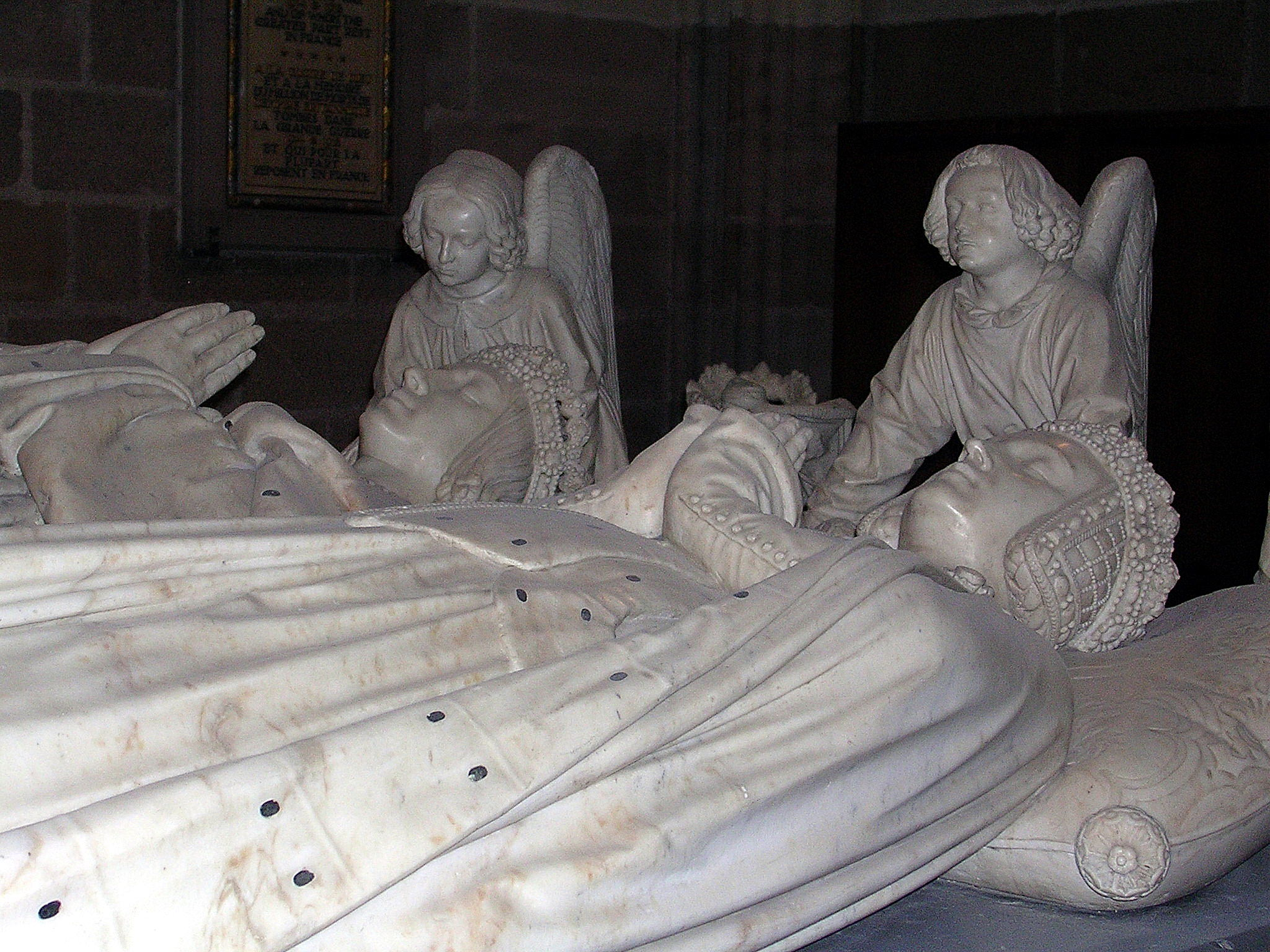
Die Gisants des bretonischen Herzogs Franz II. und seiner 2. Ehefrau Marguerite de Foix zählen zu den schönsten ihrer Art.

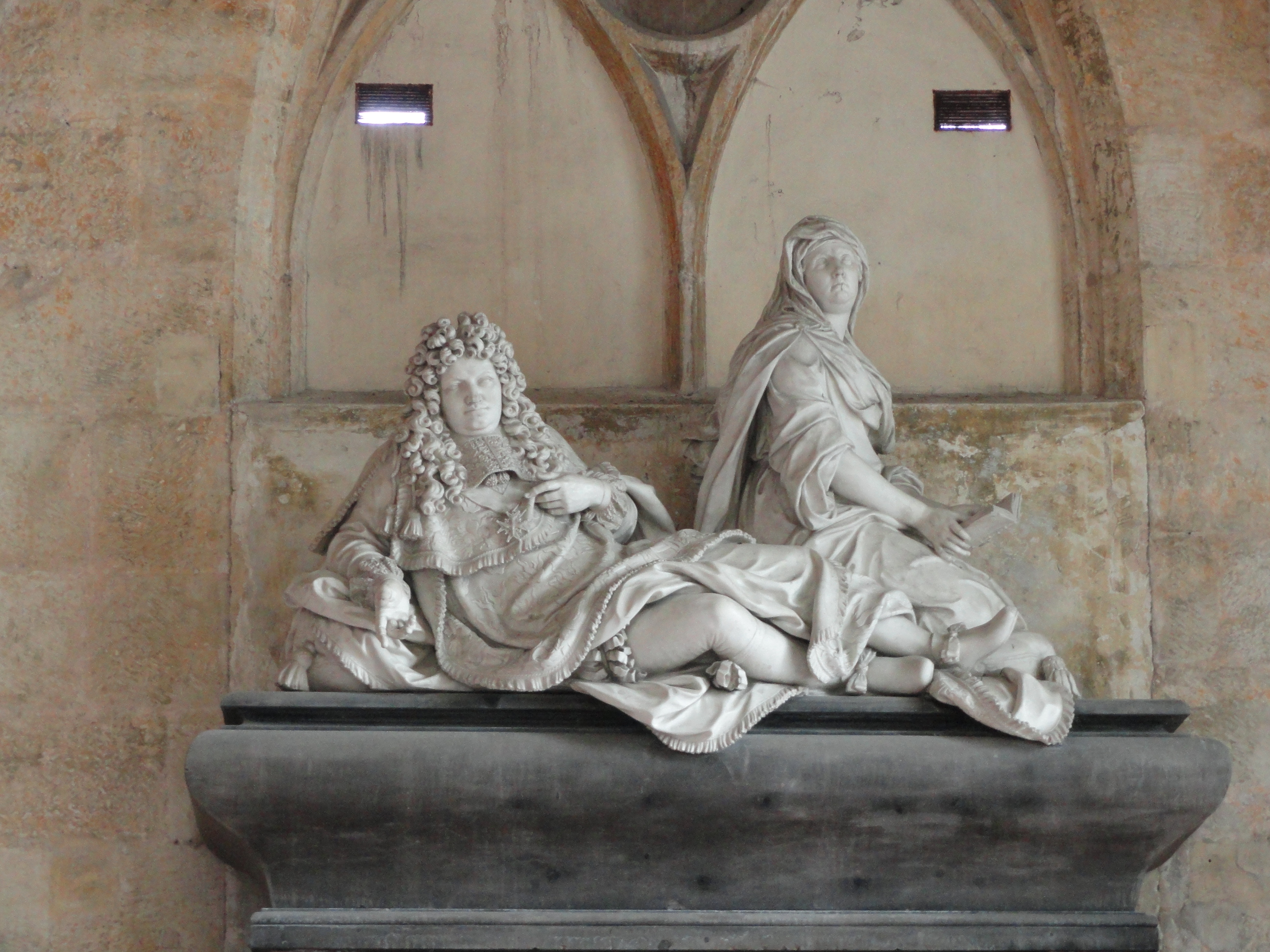
Grabmal von François Michel Le Tellier de Louvois, Kriegsminister Ludwigs XIV. im Hôtel-Dieu von Tonnerre, Burgund

  - Gisants des bretonischen Herzogs Franz II. (1435–1488) und seiner 2. Gemahlin Marguerite de Foix (um 1459–1486), der Eltern von Anne de Bretagne, in der Kathedrale von Nantes
  - Marmor-Gisants der Anne de Bretagne (1477–1514) und ihres Gatten, König Ludwigs XII. (1462–1515), in der Kathedrale von Saint-Denis
  - Doppelgrabmäler Philiberts II. von Savoyen (1480–1504) und seiner Gemahlin Margarete von Österreich (1480–1530) in der Kirche von Brou in Bourg-en-Bresse
  - Gisant von Philippe Chabot (1492–1543), Admiral von Frankreich, heute im Louvre
  - Gisants von Angehörigen der Familie Gouffier in der Kollegiatkirche von Oiron, Poitou
- 17. Jahrhundert
  - Gisant von François Michel Le Tellier de Louvois (1641–1691), Kriegsminister Ludwigs XIV., im Hôtel-Dieu von Tonnerre, Burgund
- 18. Jahrhundert
- 19. Jahrhundert
  - Marmor-Grabmal François Fénelons (1651–1715) in der Kathedrale von Cambrai von David d’Angers (1826)
  - Bronze-Gisant (1891) des Republikaners Victor Noir auf dem Friedhof Père Lachaise in Paris
  - Gisants Heloisas (1095–1164) und Abaelards (1079–1142) auf dem Friedhof Père Lachaise in Paris

### Katalonien
- 13. Jahrhundert
  - Grabmal des Wilhelm de Jordan, Elne, Roussillon
- 14. Jahrhundert
  - Grabmale der Könige von Aragon in der ehemaligen Zisterzienserabtei Poblet

### Spanien
- 12. Jahrhundert

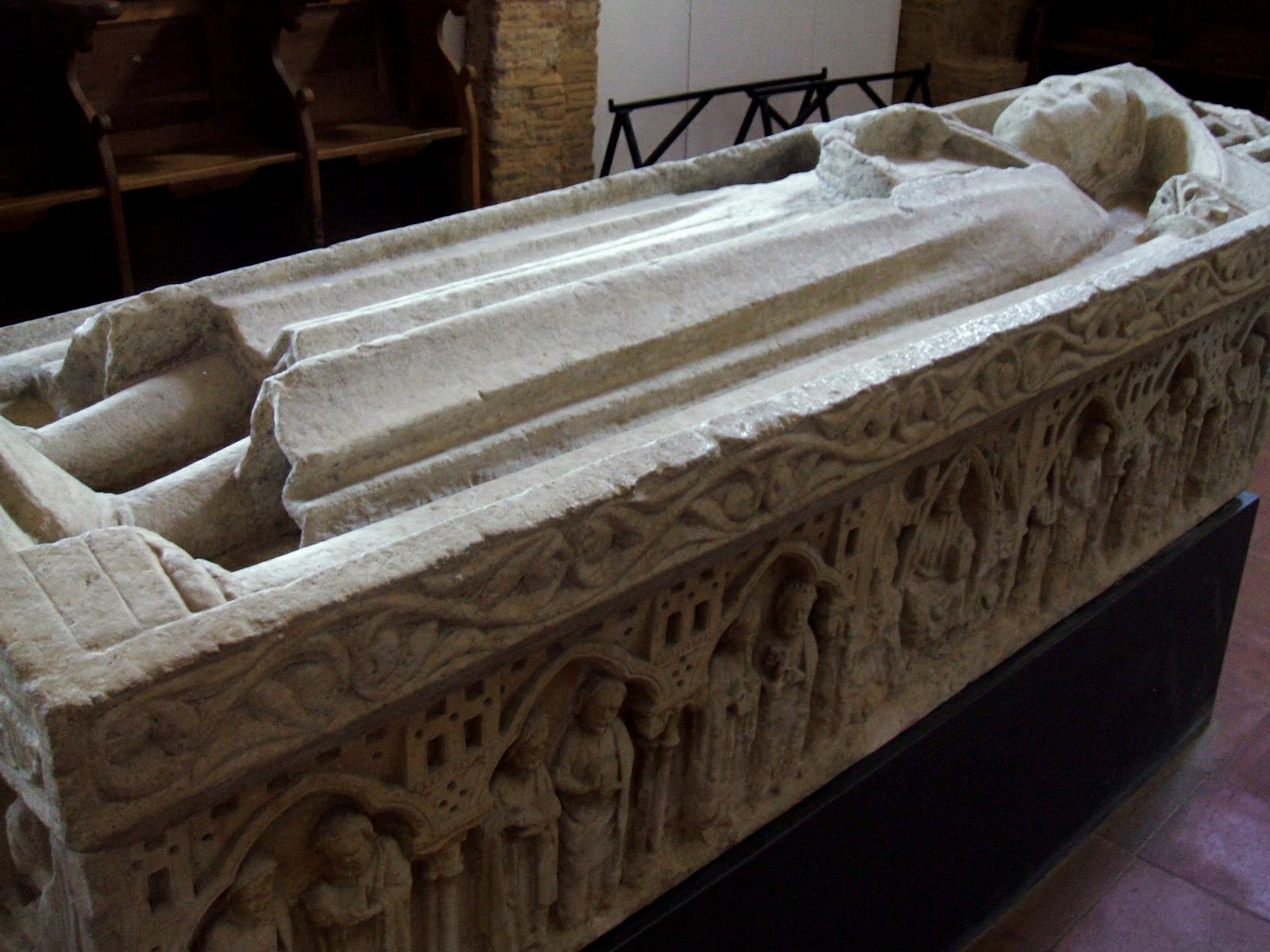
Gisant von Tello Pérez de Meneses in der Kirche San Tirso in Sahagún

  - Gisant Raimunds von Burgund (um 1070–1107) in der Kathedrale von Santiago de Compostela
- 13. Jahrhundert
  - Gisant von Tello Pérez de Meneses (um 1140/50–um 1200) in der Kirche San Tirso in Sahagún
- 16. Jahrhundert
  - Gisants der Katholischen Könige Isabella I. (Kastilien) (1451–1504) und Ferdinand II. (Aragón) (1452–1516) in der Capilla de los Reyes, Granada
  - Grabmale der Könige von Najéra-Pamplona im Kloster Santa María la Réal in Nájera

### Portugal
- 14. Jahrhundert
  - Grabmale von König Pedro I. (1320–1367) und seiner Geliebten Inês de Castro (um 1320–1355) im Kloster von Alcobaça
- 15. Jahrhundert
  - Grabmale der portugiesischen Herrscherfamilie des Hauses Avis im Kloster Batalha
- 16. Jahrhundert
  - Grabmale von Alfons I. (um 1109–1185) und dessen Sohn Sancho I. (1154–1211) im Kloster Santa Cruz in Coimbra

### Österreich
- 14. Jahrhundert

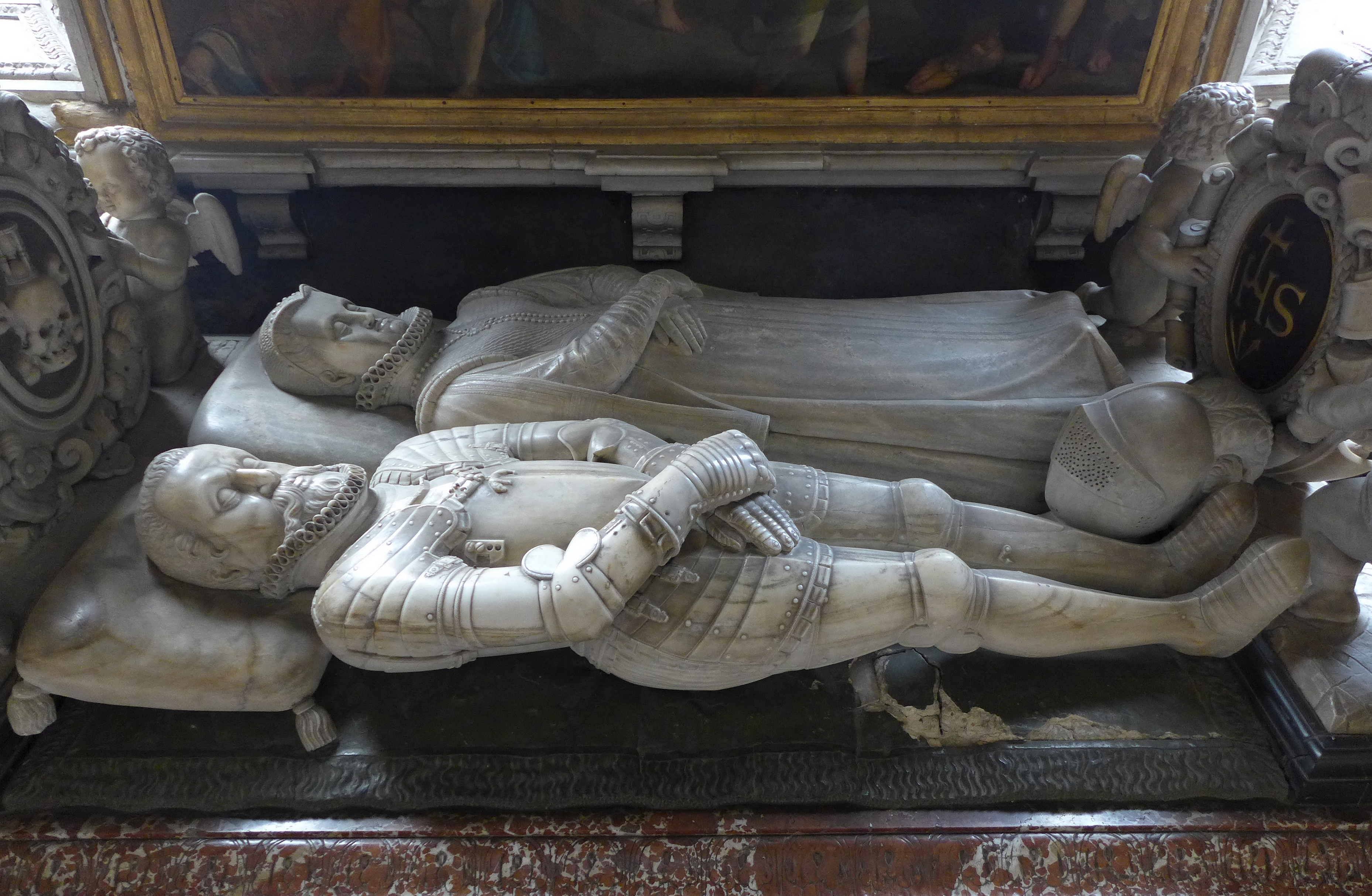
Liegefiguren Erzherzog Karls II. und seiner Gattin Erzherzogin Maria Anna von Bayern auf Kenotaph, Habsburger Mausoleum, Basilika Seckau

  - Doppelgrabmal Rudolfs IV. (1339–1365) und Katharinas von Luxemburg (1342–1395), Stephansdom, Wien (um 1360)
- 16./17. Jahrhundert
  - Kenotaph im Habsburger Mausoleum (1587–1611/12) der Basilika Seckau, Steiermark: Karl II. Franz von Innerösterreich (1540–1590) und Maria Anna von Bayern (1551–1608)

### Belgien
- 13. Jahrhundert
  - Gisant Thierrys II. († 1282), Église Ste-Catherine, Houffalize
  - Gisant der Sibylle von Lusignan († 1187), Schwester König Balduins IV. von Jerusalem, in Namêche
- 16. Jahrhundert
  - Gisants von Johann III. von Trazegnies († 1550) und seiner Ehefrau Isabel von Werchin († 1559), Kirche St. Martin, Trazegnies
  - Gisant eines Unbekannten in Boussu, Bildhauer Jacques du Broeucq
- 17. Jahrhundert
  - Marmor-Gisant des Propstes Conrad de Gavre († 1602) in der Basilika Saint-Martin in Lüttich
  - Gisants von Gillion-Othon de Trazegnies († 1669) und seiner Ehefrau Jacqueline de Lalaing, Kirche St. Martin, Trazegnies

### England
- 13. Jahrhundert
  - Grabmal von William Marshal, 1. Earl of Pembroke (1144–1219), Temple Church, London

### Italien
- 14. Jahrhundert
  - Grabmal des Bruno Beccuti, Florenz, Santa Maria Maggiore
- 15./16. Jahrhundert
  - Papstgräber im Petersdom, Rom

### Polen
- 14. Jahrhundert
  - Grabmal von Heinrich IV., ursprünglich in der Kreuzkirche, Breslau

Galerie
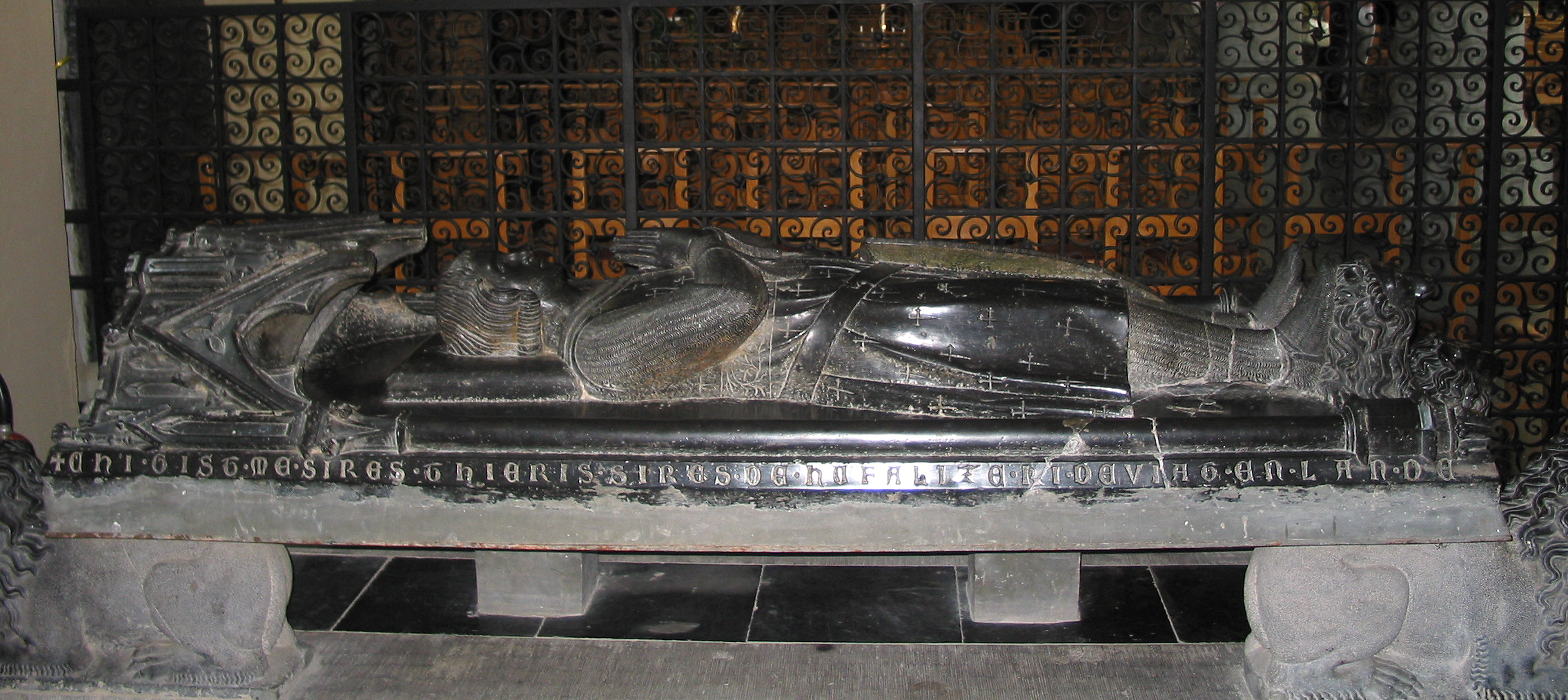
Gisant Thierrys II. von Houffalize (13. Jh.)
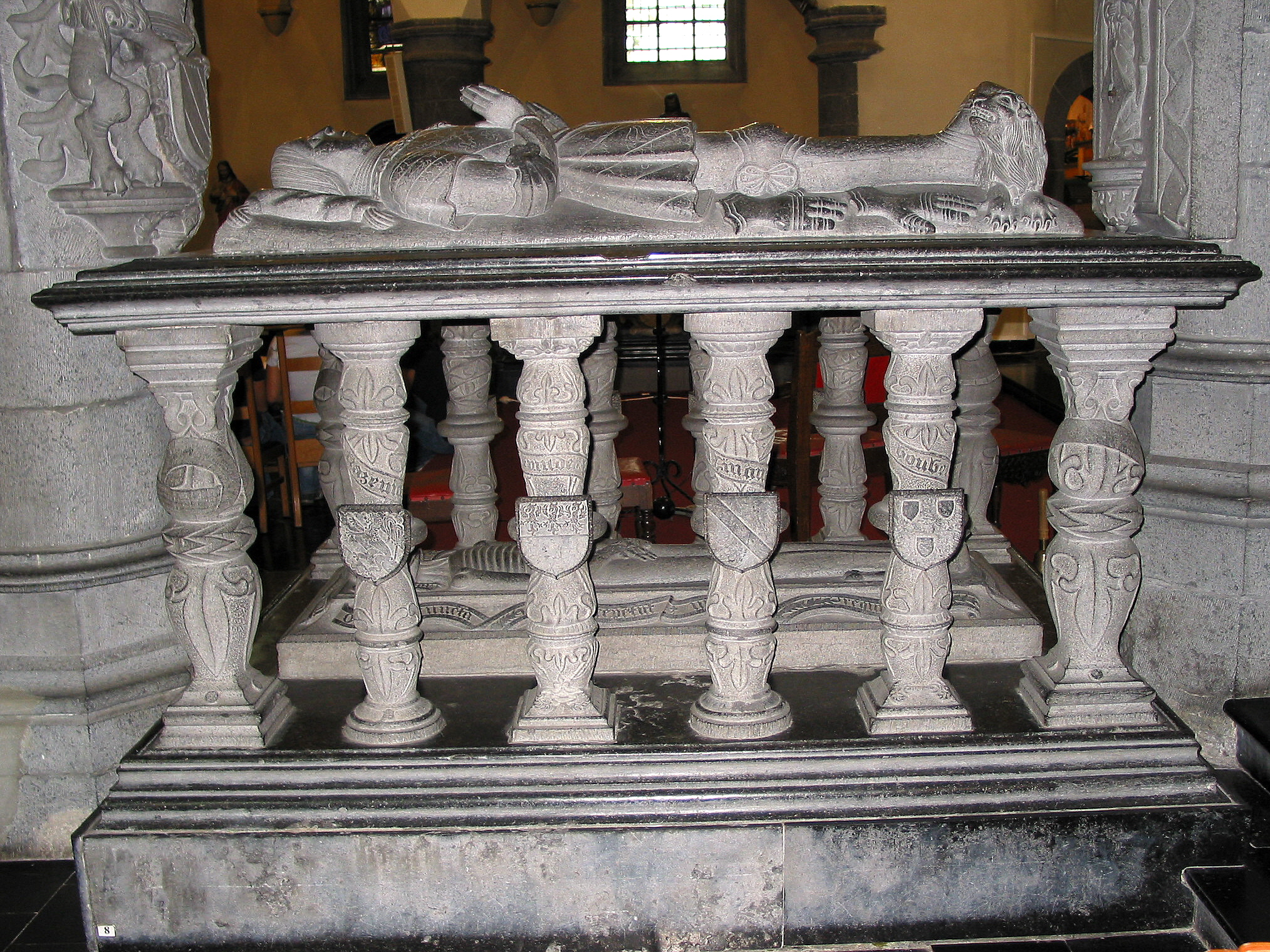
Gisants von Johann III. von Trazegnies und seiner Ehefrau Isabel von Werchin (16. Jh.) in Trazegnies, darunter ein Transi
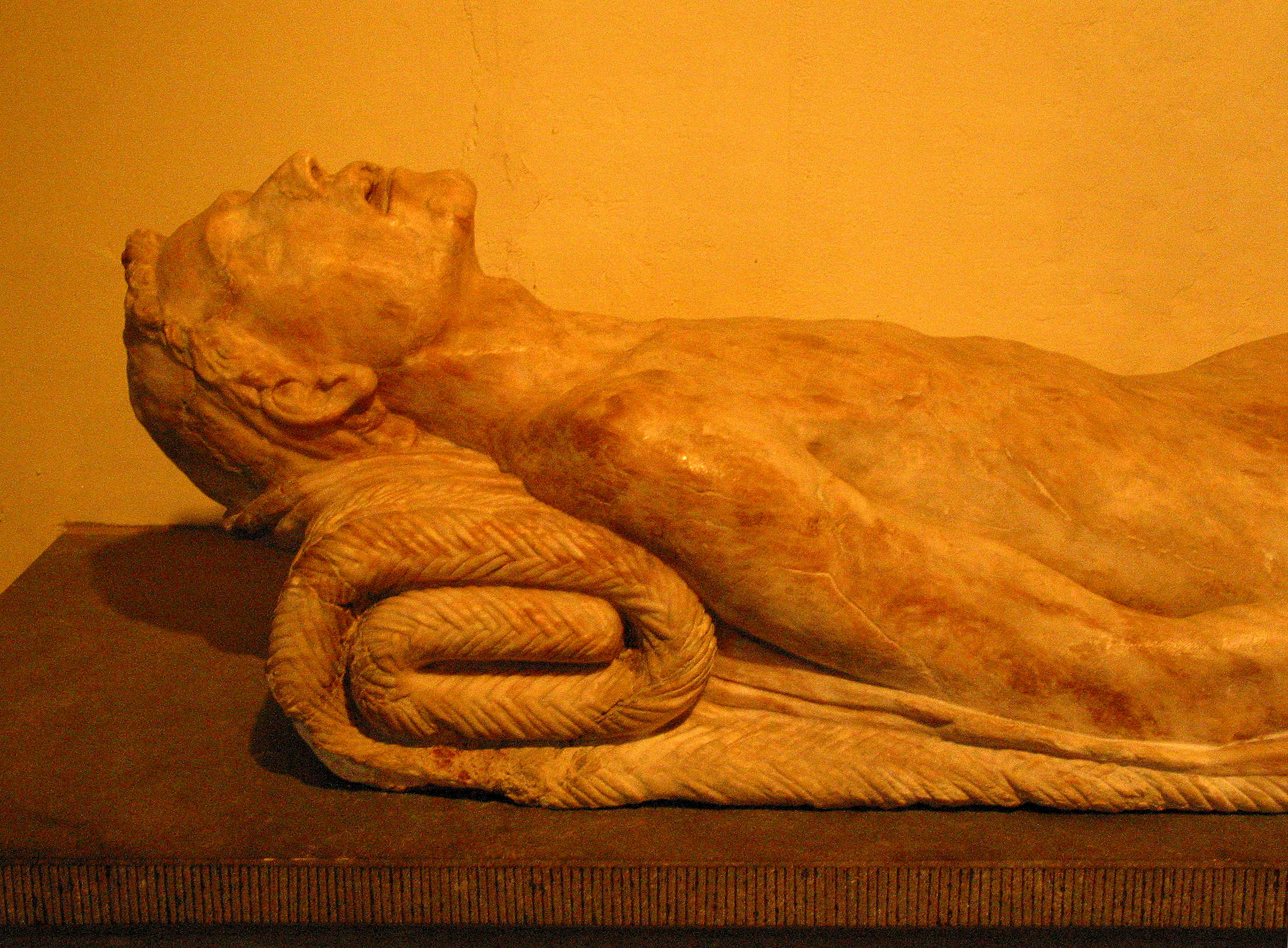
Gisant eines Unbekannten in Boussu, Jacques du Broeucq (16. Jh.)
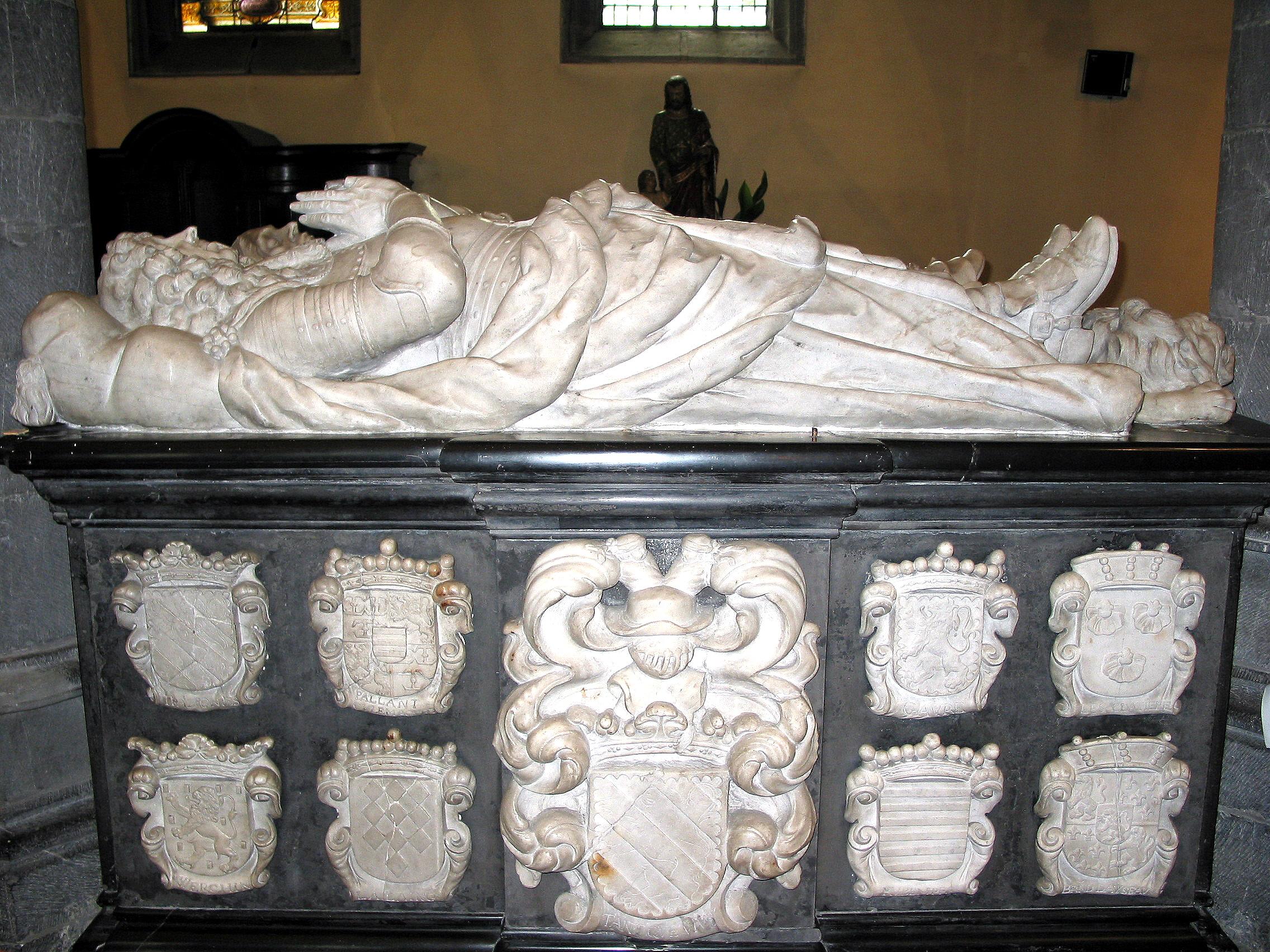
Gisants von Gillion-Othon de Trazegnies und seiner Ehefrau Jacqueline de Lalaing (17. Jh.) in Trazegnies
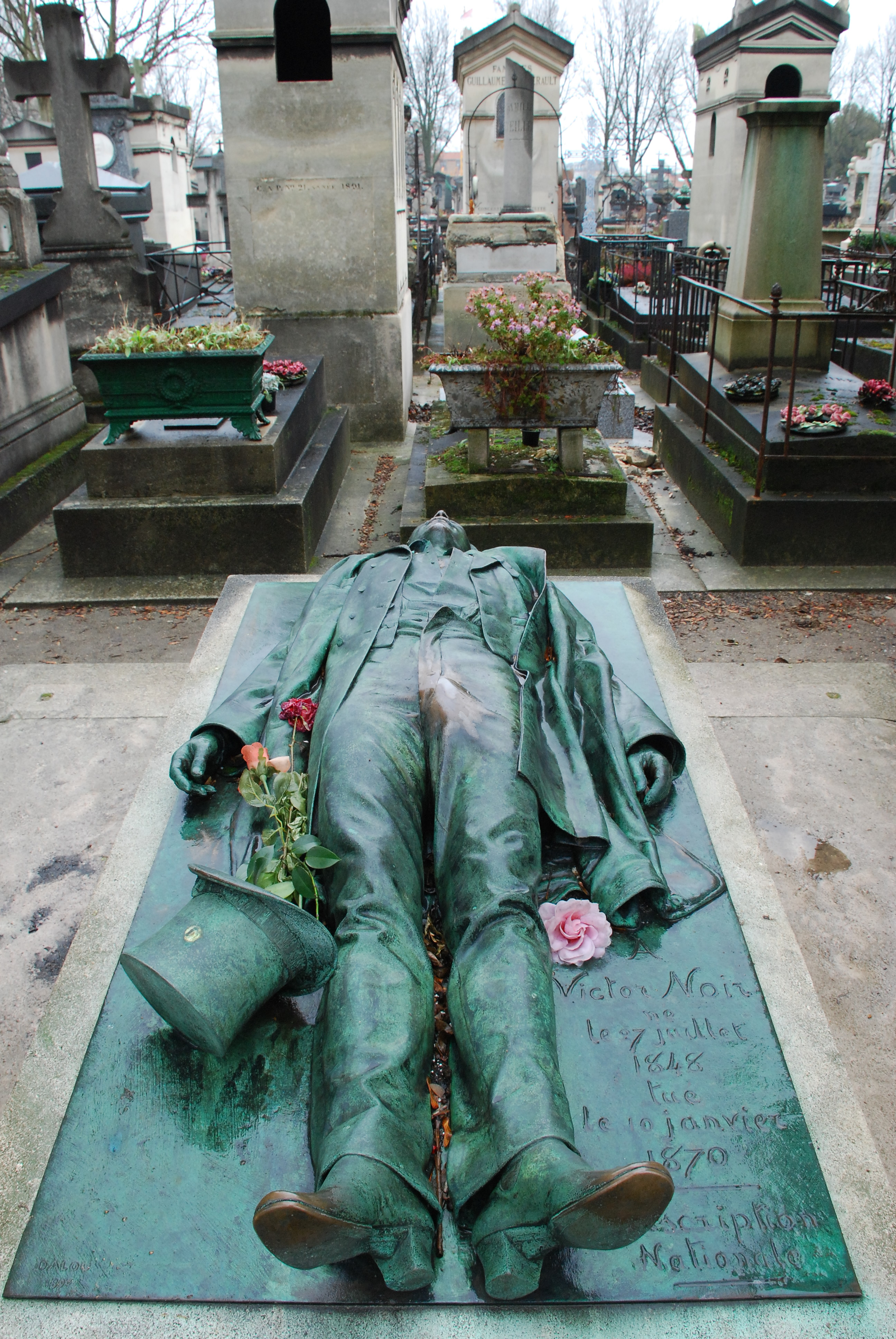
Gisant des Victor Noir auf dem Friedhof Père-Lachaise (19. Jh.)
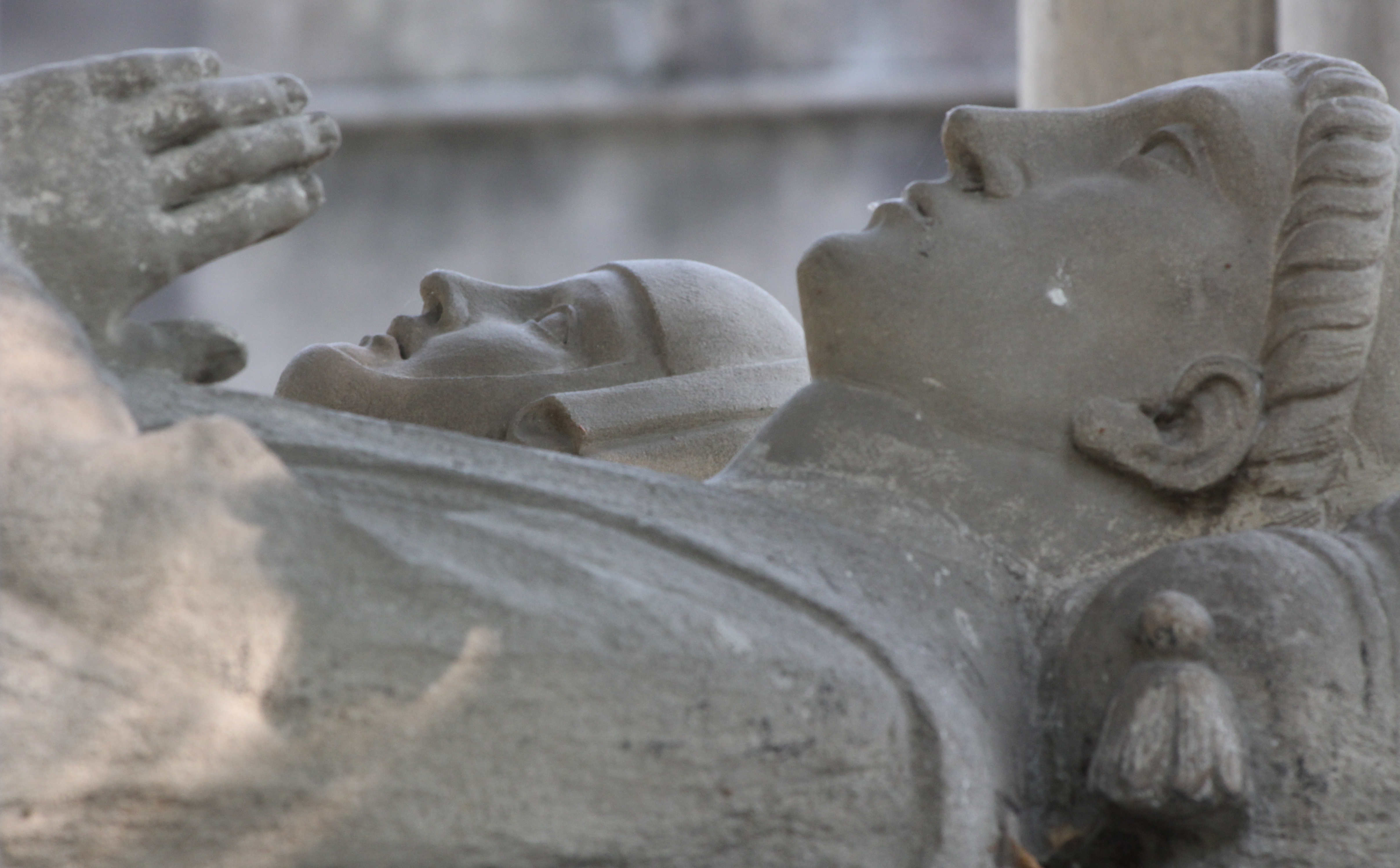
Grabmal Heloisas und Abaelards auf dem Friedhof Père-Lachaise (19. Jh.)